# ハザラスプ
ハザラスプ (ラテン文字:Khazarasp, Xazorasp, Hazorasp、ウズベク語: Xazorasp / Хазорасп、ロシア語: Хазарасп、ペルシア語: هزاراسپ) はウズベキスタン・ホラズム州の都市である。州都のウルゲンチからは南東に約50kmの位置にある。2012年の人口は19,409人である。

## 概要
ハザラスプは2008年1月、UNESCOの世界遺産の文化遺産部門で暫定リスト入りを果たした。ハザラスプという都市名はペルシア語で「千の馬」を意味する。ペルシア文学にはこの都市に関する幾つかの伝説が登場する。街にはヒヴァ・ハン国イナク朝のアッラーフ・クリ・バハドゥールの命により、ディシャン・カラ (外城壁) の門として作られたハザラスプ・ダルヴァザ (Khazarasp Darvaza) 門がある。

## 産業
ハザラスプでは灌漑用水を利用した農産業が行われている。